# Матєй Бел
Матєй Бел (словац. Matej Bel z Očovej, угор. Bél Mátyás, нім. Matthias Bel, лат. Matthias Belius; 22 березня 1684, Очова — 29 серпня 1749, Братислава) — словацький науковець, поет, енциклопедист, історик, філософ, просвітитель, зачинатель модерної учительської справи.
Походив з родини хліборобів з села Очова, родина мала в селі прізвисько Фунтік.
Викладав у гімназіях Братислави і Банської Бистриці. Дбаючи про те, щоб навчання в гімназіях стало практичнішим, Бел запровадив вивчення географії, французької мови, музики та ряд інших предметів.
Займався історією, економікою, географією, етнографією, педагогікою, його називали «великою прикрасою Угорщини». Головна Бела заслуга полягала в тому, що своїми історико-географічними описами він будив у словаків національну самосвідомість, розвивав у них почуття слов'янської спільності та національної гідності, чого було вкрай необхідно словакам, як народу в умовах Угорської держави. Дбаючи про те, щоб навчання в гімназіях стало практичнішим, Бел-Фунтик запровадив вивчення географії, французької мови, музики та інших предметів.
У словацькому місті Банська Бистриця, є Університет Матєя Бела. У Словаччині також надрукована Енциклопедія Беліана (словац. Encyclopaedia Beliana).

## Твори
Матєй Бел — автор ряду підручників і наукових праць:
- Forma sacrorum verborum (Halle, 1707)
- Compendium (1713)
- Invitatio ad symbola conferenda dum historia linguae hungaricae libri II…edere parat… (Berolini, 1713)
- Grammatica latina (Leutschoviae, 1717)
- Rhetorices veteris et novae praecepta (Lipsiae, 1717)
- Institutiones linguac germanicae et slavicae in Hungaria ortu (Leutschoviae, 1718)
- De vetera literatura hunnoscythica exercitatio (Lipsiae, 1718)
- Christophori Cellarii latinitatis probatae et exercitae liber memorialis naturali ordine dispositus (Norimbergae, 1719)
- Flos medicinae scholae Salernitanae (Posonii, 1721)
- Hungariae antiquae et novae prodromus (Norinbergae, 1723)
- Preces christianae (Lipsiae, 1728)
- Die Gatt suchende Seele (1729)
- Der ungarische Sprachmeister. (Pressburg, 1729)
- Adparatus ad historiam Hungariae. Decades II. (Posonii, 1735-46)
- Notitia Hungariae novae historico-geographica. Partis I. Tom. I—IV. Partis II. Tom. V. Viennae, (1735-42)
- Compendium Hungariae geographicum (Posonii, 1753)
- Kurze und zuverlässige Nachricht von dem Zustande der protestantischen Kirche in Ungarn
- Compendiolum regnorum Slavoniae, Croatiae, Dalmatiae, Gallicae et Lodomeriae. Posonii et Cassoviae (1777)
- Miscellanea Berolinensia (1734)

## Виноски
1. 1 2 3 4 5 6  Чеська національна авторитетна база даних
2. ↑  Dr. Constant v. Wurzbach Bel, Mathias // Biographisches Lexikon des Kaiserthums Oesterreich: enthaltend die Lebensskizzen der denkwürdigen Personen, welche seit 1750 in den österreichischen Kronländern geboren wurden oder darin gelebt und gewirkt haben — Wien: 1856. — Vol. 1. — S. 235.
3. ↑  Архів образотворчого мистецтва (Чехія)
4. 1 2  Magyar életrajzi lexikon / за ред. K. Ágnes — Budapest: Akadémiai Kiadó, 1967.
5. 1 2  ідентифікатор PIM
6. ↑  Bibliothèque nationale de France BNF: платформа відкритих даних — 2011.
7. 1 2  Deutsche Nationalbibliothek Record #119315416 // Gemeinsame Normdatei — 2012—2016.
8. ↑  Слов'янські культури в другій половині XVII—XVIII ст. [Архівовано 18 січня 2009 у Wayback Machine.] (рос.)
9. ↑  База даних малих космічних тіл JPL: Матєй Бел (англ.) .